# Военные ведомости
Военные ведомости — белогвардейская газета, издававшаяся в Новониколаевске с 1918 по 1919 год. Была пропагандистским изданием Белого движения.

## История
Газета начала издаваться в Новониколаевске (совр. Новосибирск) в ноябре 1918 года с момента прихода к власти Александра Колчака.
В ноябре 1919 года, по причине эвакуации Белой гвардии из Новониколаевска, «Военные ведомости» прекратили существование.

## Тематика
От других белогвардейских изданий «Военные ведомости» отличались большим объёмом художественной литературы. В газете публиковались литераторы официального Омска, печатались очерки, стихи и фельетоны офицеров, которые были, в основном, антибольшевистского характера, издавались лирические стихи графини Н. Подгоричани.

## Редакция
В числе постоянных сотрудников газеты был присяжный поверенный Г. А. Ряжский.